# Domodossola FN (métro de Milan)
Domodossola FN est une station de la ligne 5 du métro de Milan. Elle est située sous la piazza Gerusalemme à Milan en Italie.
Elle est en correspondance avec la gare de Milan-Domodossola (souterraine).

## Situation sur le réseau

Plan du métro (2021)

Établie en souterrain, Domodossola FN est une station de passage de la ligne 5 du métro de Milan. Elle est située entre la station Gerusalemme, en direction du terminus nord Bignami, et la station Tre Torri<, en direction du terminus ouest San Siro Stadio.
Elle dispose d'un quai central encadré par les deux voies de la ligne.

## Histoire
La station Domodossola FN est mise en service le 29 avril 2015, lors de l'ouverture à l'exploitation du prolongement de la ligne 5 de Garibaldi FS à San Siro Stadio.

## Services aux voyageurs

### Desserte

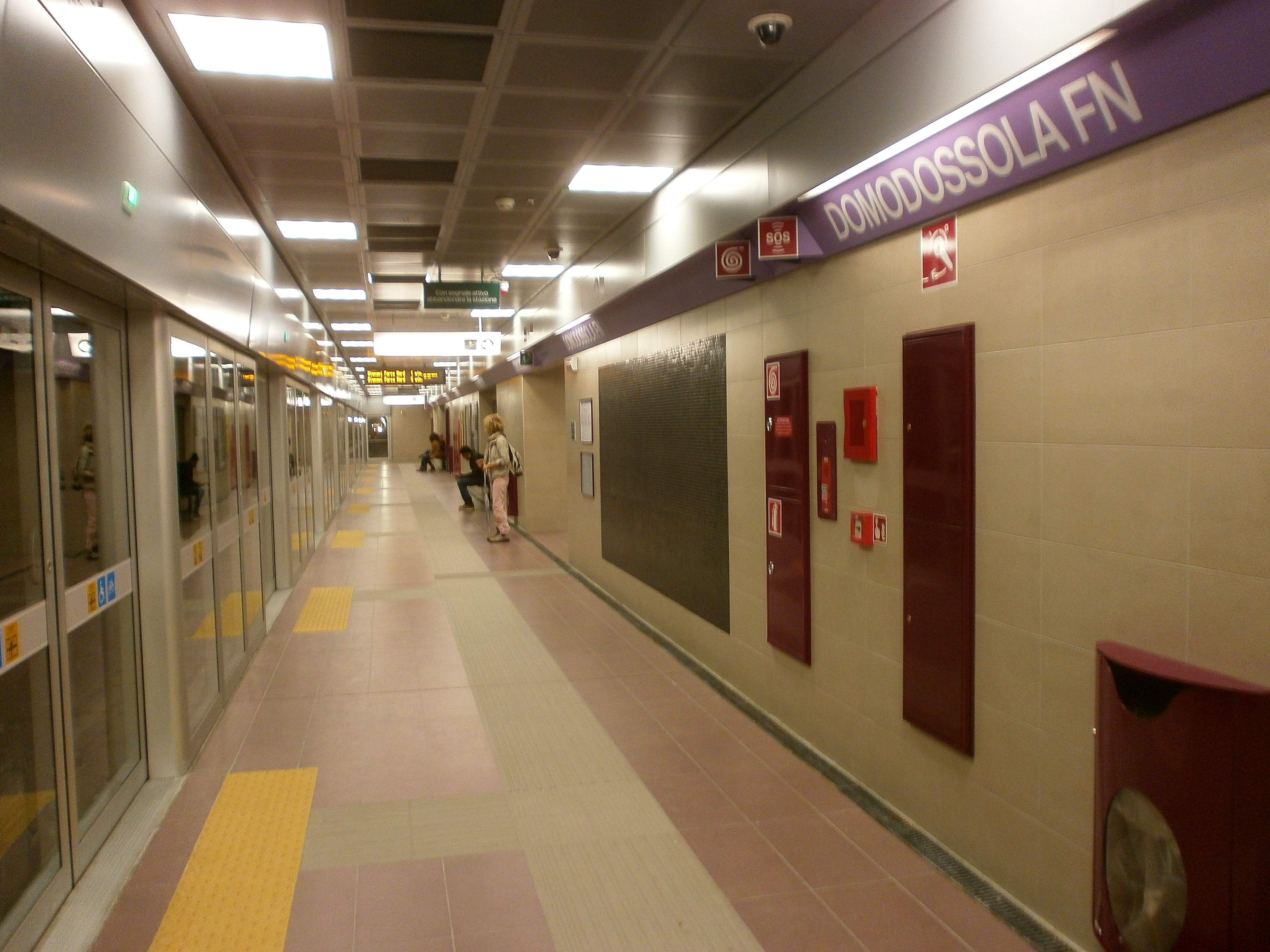
Un quai de la station?

Domodossola FN est desservie par les rames qui circulent sur la ligne 5 du métro de Milan.

### Intermodalité
Elle est en correspondance, par l'extérieur, avec la gare de Milan-Domodossola, située également en souterrain. À proximité un arrêt du tramway est desservi par les lignes 1, 10 et 19 et un arrêt de bus par la ligne 164.